# Batalla de Soledar
La batalla de Soledar fueron una serie de enfrentamientos militares cerca de la ciudad ucraniana de Soledar entre las Fuerzas Armadas de Ucrania y las Fuerzas combinadas de Rusia y los separatistas prorrusos durante la batalla del Dombás en el marco de la ofensiva de Ucrania oriental. El combate finalizó con la toma de la ciudad por parte de las fuerzas de Rusia y sus paramilitares tras cinco meses y trece días de combates.

## Fondo
El 24 de febrero de 2022, Rusia invadió Ucrania, en una fuerte escalada de la guerra ruso-ucraniana, que había comenzado en 2014. El 8 de mayo, Serhiy Haidai, gobernador de la óblast de Lugansk, dijo en su canal de Telegram que los rusos controlaban solo la mitad de la ciudad de Popasna, pero luego admitió que las fuerzas ucranianas se habían retirado. El 12 de mayo, las fuerzas rusas habían derrotado a las fuerzas ucranianas en la batalla de Rubizhne y establecido el control total de la ciudad, promoviendo sus intentos de rodear Severodonetsk.

### Bombardeo de la ciudad
El 17 de mayo, el ejército ruso intentó llevar a cabo acciones ofensivas a lo largo de toda la línea de contacto, bombardeando asentamientos ucranianos con artillería en el área de Bajmut, con el foco principal en los lugares de Klinovo, Soledar y Vovchoyarivka. Aviones Su-35 dispararon cohetes con drones de reconocimiento "Orlan-10". Al día siguiente, el jefe de la administración militar de la óblast de Donetsk dijo que las tropas rusas se habían acercado a 20 kilómetros de Soledar mientras atacaban las ciudades de Bajmut y Kostyantinivka con aviación y artillería.
El 28 de mayo, se informó que un misil ruso había alcanzado las salinas Artemsil de la ciudad. A fines de mayo, las tropas rusas se habían acercado a solo 16 km al oeste de la ciudad de Popásnaya hacia Soledar.
El 1 de junio, una persona murió y dos resultaron heridas en Soledar durante el bombardeo ruso. El 6 de junio, proyectiles rusos cayeron en un sanatorio y edificios del ayuntamiento de Soledar. El 16 de junio, en dirección a Bajmut, las tropas rusas intentaron atacar el área de Soledar, Berestovo y Vovchoyarivka pero fueron repelidos después de intensos combates.

### Después de la caída de Severodonetsk y Lisichansk
Después de la caída de Severodonetsk y Lisichansk a finales de junio y principios de julio en manos enemigas, la presión y la lucha por Soledar se intensificaron significativamente.
El 3 de julio, el ejército ruso disparó artillería contra Soledar, Pokrovske, Bajmut y Klinov. Siguió un asalto mucho mayor, en el que las tropas rusas movieron el frente varios kilómetros hacia el oeste. El 13 de julio, las fuerzas de la República Popular de Donetsk, la República Popular de Lugansk y el ejército ruso anunciaron un avance sobre Soledar. El 17 de julio, las tropas rusas bombardearon el centro de creatividad infantil y juvenil en Soledar. El 26 de julio, la aviación rusa llevó a cabo ataques aéreos cerca de Soledar, Vesela Dolina y Vuhlehirska. El mismo día, el gobierno ucraniano anunció que las tropas rusas están dirigiendo esfuerzos para crear las condiciones para una ofensiva en Soledar.
En la noche del 28 al 29 de julio, las fuerzas armadas de Rusia intentaron llevar a cabo un asalto de infantería sobre Soledar, pero las fuerzas ucranianas lograron repeler el ataque.

## Batalla

### Ofensiva inicial (3 ago - 1 oct )

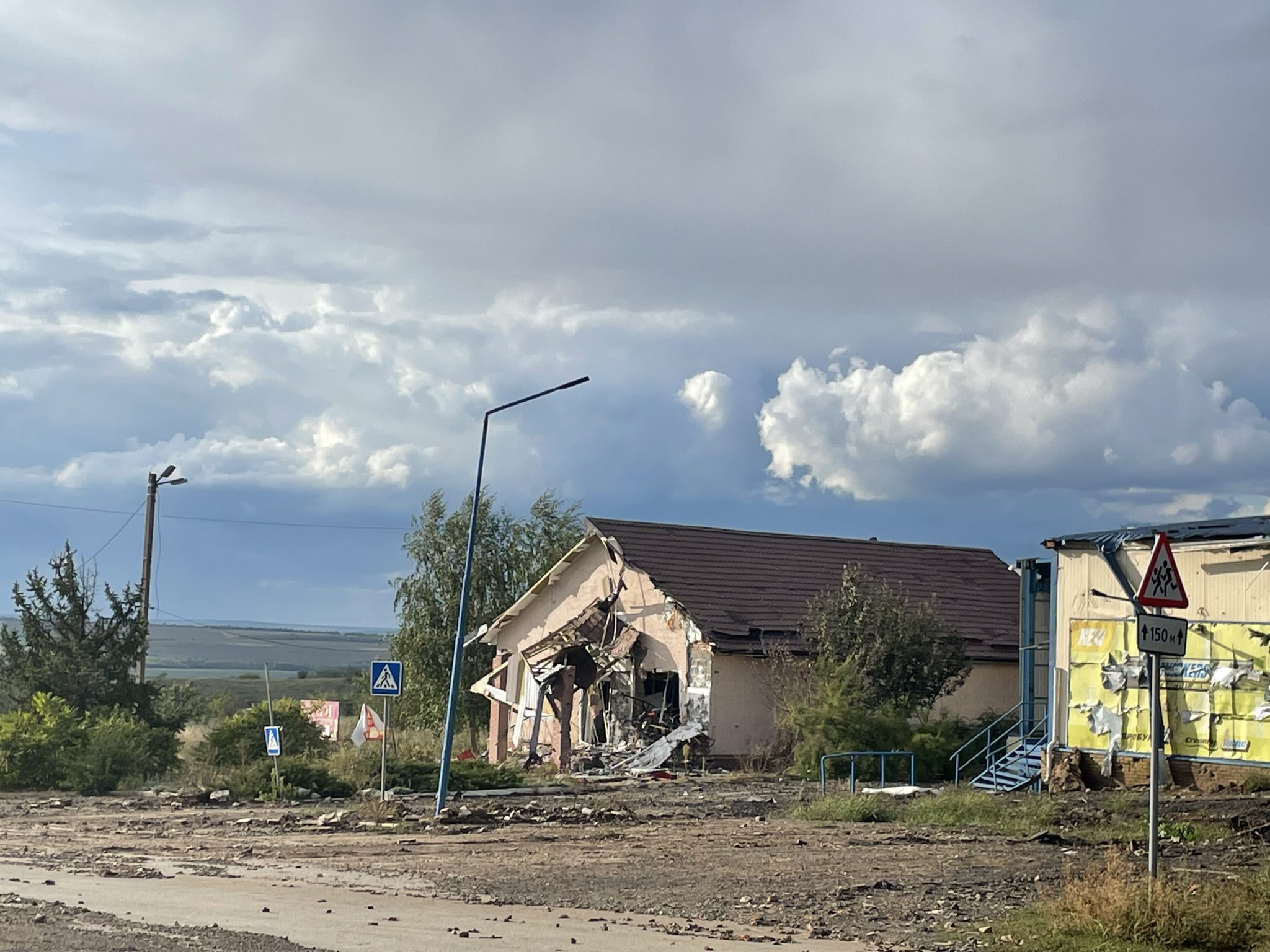
Casas civiles destruidas en Soledar, 25 de septiembre de 2022.

El 3 de agosto, el ejército ucraniano anunció que las fuerzas rusas habían iniciado una ofensiva contra la ciudad de Soledar, posiblemente como parte de la ofensiva de Bajmut. El ejército ruso inició una operación militar utilizando artillería de tubos y cohetes en las áreas de los asentamientos de Yakovlivka, Travneve, Kodema, Pokrovske, Rozdolivka, Kurdiyumivka, Zaitsevo, Bajmut y Soledar. Hubo ataques aéreos en las cercanías de Yakovlivka, Soledar y Kodem. Fuentes ucranianas informaron que las fuerzas rusas «intentaban mejorar la posición táctica» en varias direcciones, pero sin éxito, mientras que fuentes rusas informaron que el 3 de agosto, la línea de defensa ucraniana fue rota desde el este y sureste, y que las tropas rusas y prorrusas lograron penetrar. Las fuerzas atravesaron el centro de la ciudad hasta la fábrica KNAUF. En canales rusos de Telegram se dijo que había mercenarios extranjeros de habla inglesa en la fábrica de KNAUF.
Para el 10 de agosto, las fuerzas rusas habían conseguido llegar a la planta Billomayanskí. El portavoz de la R.P. de Lugansk dijo que las fuerzas separatistas habían incursionado en el perímetro urbano de Soledar el 11 de agosto, lo cual no fue confirmado por Ucrania. La lucha en los medios de comunicación empezó a ser descrita como un duelo de artillería entre tropas atrincheradas en puntos estratégicos.
El 16 de agosto se vivieron bombardeos de aviación alrededor de Soledar, al tiempo que los separatistas de Lugansk decían controlar la mayor parte de la zona industrial de la urbe, aunque sin evidencias de haber avanzado nada en los últimos días. El 19 de agosto, bombardeos y combates entre los defensores ucranianos y elementos separatistas continuaron a las afueras de la zona este de la ciudad, según indicó el mando ucraniano, las tropas luchaban en las direcciones de Striapivka y Volodímirivka. El mando ucraniano informo de haber repelido el ataque el 27 de agosto. El 31 de agosto aún se vivían combates en la planta de yeso, supuestamente tomada por elementos de Lugansk desde el día 16.
El 8 de septiembre Ucrania informó de haber repelido otro asalto ruso en Soledar, mientras las fuentes rusas informaban de que regulares rusos y elementos de las fuerzas separatistas de Donetsk habían avanzado dentro de las zonas residenciales de la localidad. El 10 de septiembre las fuentes rusas informaron de haber capturado varias porciones de territorio alrededor de la fábrica de yeso.
Tras varios días de estancamiento, el 23 de septiembre, el ministerio de defensa ucraniano volvió a informar de un gran ataque contra Soledar repelido, habiendo constado el ataque de 15 grupos de incursión por varios puntos precedidos por dos ataques de aviación.

### Estancamiento del frente (1 oct - 27 dic)
Varios ataques rusos a menor escala fueron repelidos al comienzo de octubre, con otros más a lo largo del mes. Las fuentes rusas reportaron varias veces combates en la zona industrial con avances de apenas unos metros en lapsos de una semana. El 24 de octubre Rusia dijo haber tomado una «calle clave» en la dirección Soledar y haber comenzado combates casa por casa en la zona. Este reporte no fue verificado por ninguna fuente independiente.
A principios de noviembre, los bombardeos y combates en la zona de Bajmut-Soledar se intensificaron, especialmente en la primera, con el intento de los mercenarios Wagner intentando romper las defensas ucranianas en Bajmut, para, después de fallar en el intento, intentarlo con las poblaciones alrededor de la zona para embolsar Bajmut. Para mediados de mes, con la retirada rusa de Jersón tras la contraofensiva ucraniana del Sur, la zona de Bajmut-Soledar se convirtió en el epicentro de los combates más encarnizados de la guerra, recibiendo refuerzos ambos bandos.
Los ataques de artillería y contrartillería, así como los avances y retrocesos en el área se dieron durante todo el mes de noviembre y comienzos de diciembre, dándose una situación de estancamiento del frente, en el que los avances diarios de las fuerzas combinadas rusas y separatistas se medían en metros y se perdían con facilidad.
Para mediados de diciembre, la lucha se concentraba en Bajmut, quedando Soledar como una plaza fuerte al norte de la población, por lo que las fuerzas rusas avanzaban tomando poblaciones de menor tamaño en el Sureste, Sur y Noreste de Bajmut. Para el 27 de diciembre, las fuerzas combinadas tomaron la localidad de Bajmutske, una diminuta población de menos de 1 000 habitantes, pero aledaña a Soledar.

### Ruptura rusa y toma (27 dic - 12 ene)
Tras la captura de Bajmutske, los bombardeos rusos contra Soledar se intensificaron, estando ya la mayor parte de la localidad en ruinas. El 29 de diciembre, Oleksí Arestovich, un teniente coronel adjunto a la oficina presidencial ucraniana, reportó a los medios que las fuerzas ucranianas en la zona de Soledar estaban teniendo bajas significativas como consecuencia de los bombardeos. El 4 de enero de 2023, tras bombardear la estación ferroviaria de Dekoskaya, Rusia volvió a lanzar un gran ataque para tomar Soledar. El 5 de enero el ministerio ruso de defensa reportó haber tomado la práctica localidad de Soledar, a lo que la administración ucraniana respondió subiendo fotos geolocalizadas el 6 de enero de soldados ucranianos, la mayoría de la 46.ª Brigada Aeromovil, en la mina de Sal, el edificio de la Administración y otros lugares cercanos al centro de la localidad. El 7 de enero el mando ucraniano reportó que se seguían viviendo bombardeos en la localidad, falleciendo el 9 de enero el coronel ucraniano Yuri Yurchik por fuego de artillería.
El 9 de enero Rusia informó de la toma total de Bajmutske, ocupada según el mando ruso desde el 27 de diciembre.
El 10 de enero, el líder del grupo Wagner, Yevgueni Prigozhin dijo que las fuerzas rusas tenían el control total de Soledar. El mismo día, el gabinete estratégico Instituto para el Estudio de la Guerra (en inglés: ISW: Institute for the Study of War) informó de que había habido un gran avance ruso, pero que aún no contaban con el control total, destacándose los reductos de la misa de sal y el edificio de la administración. Al día siguiente, el 11 de enero Prigozhin publicó una foto en la que aparecía él junto a miembros de Wagner en la mina de sal de Soledar, para reclamar que había sido nuevamente capturada, como la semana anterior. El ministerio de defensa ucraniano acusó esta publicación de falsa, teorizando que podría haber sido tomada en el avance de los días previos que había sido ya repelido. Nuevamente el 12 de enero Prigozhin informó de la toma total de Soledar, destacando que esta vez las fuerzas rusas habían podido asegurar completamente varios sectores dentro del perímetro urbano.
Medios de comunicación independientes informaron de que la toma de Soledar por parte de Rusia no era total, existiendo pequeños reductos de soldados ucranianos en varios puntos de la localidad, aunque el control ruso ya era asumible. El 12 de enero, el Instituto para el Estudio de la Guerra informó que Rusia había prácticamente tomado Soledar el 11 de enero, siendo esperable que los reductos ucranianos fuesen diezmados en las siguientes horas y días.

## Consecuencias

### Repercusión
La toma de Soledar ha supuesto para las fuerzas combinadas de Rusia y las regiones separatistas de Ucrania una victoria mediática tras las retiradas de Járkov y de Jersón, la retoma de la iniciativa bélica y el avance hacia un hipotético rodeo de Bajmut de cara a la toma de esta ciudad al cortar la carretera TO513 al norte de la localidad, lo que deja a la ciudad con las conexiones terrestres de la autopista M03 por el noroeste y la carretera TO504 por el oeste.

### Liderazgo político de Wagner
Con la toma de Soledar y el cada vez más notable peso del Grupo Wagner en el frente de Donetsk y de todo el Dombás, Yevgueni Prigozhin, se aseguró de sacar rédito político de las victorias conseguidas gracias al trabajo de sus mercenarios, lo que no sentó demasiado bien a Valeri Guerásimov, nuevo comandante en jefe de las fuerzas rusas en Ucrania desde el 11 de enero de 2023, por socavar el protagonismo de las fuerzas regulares rusas, especialmente cuando Prigozhin dijo: «en el asalto a Soledar no han participado más unidades que los combatientes de la compañía militar privada Wagner». Esto provocó muchos comentarios sobre la lucha interna por el liderazgo en el frente ruso por parte de políticos y blogeros ucranianos, así como por opositores rusos tales como Leonid Vólkov que escribió en su Twitter: «Parece que las fuerzas armadas rusas y Wagner libran una dura batalla por Soledar uno contra otro.».
Algunos politólogos rusos como Serguéi Markov apuntaron que los nuevos nombramientos de cargos militares a comienzos y mediados de enero de 2023, entre los que se encontraba Guerásimov, podían deberse a una búsqueda del gobierno ruso por poner perfiles más reconocibles y de eficacia probada ante el éxito de los Wagner.